# NGC 4810
NGC 4810 ist eine irreguläre Galaxie entsprechend der Klassifikation nach Hubble im Sternbild der Jungfrau. Sie ist schätzungsweise 38 Millionen Lichtjahre von der Milchstraße entfernt und bildet zusammen mit NGC 4809 eine gravitationelle Doppelgalaxie (Arp 277). Halton Arp gliederte seinen Katalog ungewöhnlicher Galaxien nach rein morphologischen Kriterien in Gruppen. Dieses Galaxienpaar gehört zu der Klasse Wechselwirkender Doppelgalaxien.

Das Objekt wurde am 18. April 1855 von R. J. Mitchell, einem Assistenten von William Parsons, entdeckt.